# شفايتزر للطائرات
شفايتزر للطائرات (بالإنجليزية: Schweizer Aircraft)‏ هي شركة أمريكية، الطائرات الشراعية والطائرات الزراعية وطائرات الهليكوبتر. يقع مقرها فيهورسهدس، نيويورك. تأسست في 1939، من قبل ثلاثة أشقاء سويسريون (بول، وليام، وإرنست)، والذين بنو أول طائرة شراعية في عام 1930. كانت شفايتزر أقدم شركة طائرات مملوكة للقطاع الخاص في الولايات المتحدة، في عام 2004، استحوذت شركة سيكورسكي للطائرات على شركة شفايتزر، وتعمل شفايتزر حاليا في مجالات متنوعة في حقل الطيران والفضاء.

## وصلات خارجية
- الموقع الإلكتروني